# Брестовица (област Русе)
Вижте пояснителната страница за други значения на Брестовица.
За другото българско село с име Брестовица вижте Брестовица (Област Пловдив). 
Брестовѝца е село в Северна България. То се намира в община Борово, област Русе.

## География
Брестовица се разполага на 5 км от главния път Русе – София, на 17 km от град Бяла и на 10 km от град Борово.
Брестовица е малко живописно село, разположено между широколистни гори, запазило и до днес духа и традициите на отминали времена. Характерно е с красива природа, чист въздух, зелени поляни и вековни гори, свързани с историята на селото, преживяло трагедия и възход през годините. Има умерено континентален климат и плодородни черноземни и кафяви горски почви. Природните дадености го правят привлекателно място за вилна зона и селски туризъм.
Брестовица се намира на 5 km от главния път Русе – София, на 17 km от град Бяла и на 10 km от град Борово.

## Население
Жителите на селото наброяват около 200 души. Има и непостоянно живеещи, приходящи предимно от Бяла, Русе и други селища. И днес основният поминък на хората тук е земеделие и животновъдство. Земите на брестовичани са обединени в земеделска кооперация – ЗКПУ „Бряст“.

## История
Името на селото Брястовица или Брестова паланка, както се споменава в някои стари документи, идва от многобройните брястове, расли по тези места. Вероятно името му е останало още от преди владичеството.
Брестовица съществува още от древността. Наличието на 21 тракийски могили от V – III век пр. н. е. доказват, че още тогава в този район е имало селище. Намерените старинни оръжия, монети и предмети на труда, говорят, че то е съществувало през римското и византийското владичество. 
След падане на България под османска власт за пръв път с. Брестовица се споменава в турски документи от XV век. Съществуват няколко легенди свързани със селото. Една от тях е за поп Мартин, който след като отвличат жена му и дъщеря му, сваля попското расо и заедно с четата си тръгва да мъсти за поруганата им чест. През 1637 г. с. Брестовица е изгорено до основи от турците, а населението поголовно е зверски избито. Едва през XIX век то започва своето възраждане. Християнското население слиза от планината, заселва се в равнината и започва да я обработва. Още преди 1870 г. в селото е открито първото килийно училище. Лично Захари Стоянов идва в Брестовица за да основе революционен комитет. След много мъки жителите успяват да построят своя църква. Няколко години по-късно, разположението на селото, удобствата, които предлага, гостоприемството на брестовичани, стават причина то да бъде избрано за разполагане на щаба на Русчушкия отряд на руската армия по време на Руско-турската освободителна война 1877 – 1878 г. Местното население и сега пази спомена за пребиваването на освободителите в селото. През зимата на 1877 г. лично руският император Александър Втори идва в с. Брестовица за да поздрави и награди своите военачалници след забележителна победа над турската армия.
По време на  в с. Брестовица, което сега е в границите на община Борово, е бил разположен щабът .
През 1920 г. от будни дейци е създадено Народно Читалище „Мъдрост“.
През петдесетте години селото е водоснабдено и електрифицирано. В периода 1960 – 1989 г. се извършва значително строителство. 
Указ № 960 / обн. 4 януари 1966 г. уточнява името на с. Брястовица на с. Брестовица;

## Религия
Селото е с българско население. Религия тук е православното християнство. До втората половина на  XIX век въпреки желанието на местното население, турските власти дълго време не позволяват да се построи църква. На няколко пъти българите купуват разрешение за строеж. Независимо от това черкези и турци разрушават до основи започнатото строителство. Едва през 1876 г. със средства събрани от дарители църквата е построена и осветена с мощите на Свети Иван Рилски, чието име носи. В олтара на църквата са положени останките на убития по време на Руско-турската освободителна война Сергей Максимилянович княз Романов херцог Лейхтембергски – син на сестрата на Руския император. В знак на благодарност за радушния прием оказан на престолонаследника, неговият щаб и руските части в селото, след приключване на военните действия за църквата били изпратени множество дарове. Най-впечатляващи са камбаните. Те са отляти по специална технология и са богато украсени с надписи и митологични сцени. На църквата са дарени още много икони, иконостаси, църковни одежди и др. Местното население полага много грижи за своята църква.

## Обществени институции
Въпреки малкото си жители, Брестовица има кметски наместник – Светла Петкова Георгиева. В селото има разкрити четири социални услуги за пълнолетни лица с увреждания, умствена изостаналост и деменция. Те са наследници на Дом за деца лишени от родителски грижи, закрит през 2015 г.
След Освобождението в църковния двор било построено училище, но по невнимание на учителя то изгоряло през 1885 г. Дълго време децата от селото учели в частни къщи и зимници. Едва през 1914 г. било построено ново училище с две класни стаи. Допреди няколко години в него учат учениците от местния дом за сираци – сега и то е закрито.
Културната дейност в селото е съсредоточена в читалище „Мъдрост“, което разполага със сравнително нова и просторна сграда и богат библиотечен фонд.
В селото е имало Дом за деца, лишени от родителски грижи – ДДЛРГ „Св. Иван Рилски“. В края на 2013 година е посетен от българския патриарх Неофит, който раздава подаръци на децата: голям плазмен телевизор и много лакомства. От 20 януари 2013 г. със заповед на директора на Агенцията за социално подпомагане е прекратено настаняването на нови деца в дома, а от 1 януари 2014 г. капацитетът му е намален от 60 на 55 места.  От 49 души (2013 г.), през 2015 г. в социалното заведение остават само 4, а от 1 юли 2015 г. единственият дом за изоставени деца и сираци в Русенска област е закрит. 

## Културни и природни забележителности и традиции
В близост до селото има многовековна широколистна гора, в която функционира приветливата туристическа хижа „Брестовица“ с капацитет 60 легла, две зали и кухненски блок. Хижата е единственият туристически обект на територията на община Борово.
През 1973 г. църквата „Свети Иван Рилски“ е обявена за Паметник на изкуството и културата.
През 1977 г. е открит паметен знак на признателност към руския академик д-р Пирогов, а през 1998 г. е издигнат паметник на убитите брестовичани във войните за свободата на България.
Всяка година на 1 ноември се празнува съборът на селото. Също така в Брестовица има традиция да се празнуват с музика и танци редица празници, като на тях се събира цялото село. Въпреки малобройното население в селото се спазват традиции да се празнуват светли християнски празници.